# Cumbres de hidalguía
Cumbres de hidalguía es una película de Argentina en blanco y negro dirigida por Julio Saraceni según el guion de Luis Olivo Gallo que se estrenó el 1 de julio de 1947 y que tuvo como protagonistas a Roberto Airaldi, Ricardo Passano y Malisa Zini. La dirección de exteriores estuvo a cargo de Edmo Cominetti.

## Sinopsis
Un ingeniero dirige una expedición que hace una exploración muy peligrosa hacia la cumbre de las montañas y es culpado cuando en ella cae a un precipicio un joven integrante que lo había desplazado en la conquista de una muchacha.

## Reparto
- Roberto Airaldi
- Ricardo Passano
- Malisa Zini
- Carlos Perelli
- Cirilo Etulain
- Alba Castellanos
- Joaquín Petrosino
- Jacinto Herrera
- Roberto Bordoni
- Manuel Alcón
- Enrique Thomas
- Hugo Ferrer
- Rodolfo San Angelo
- Juan Solucio
- José Helman

## Comentarios
Clarín comentó en su momento:

”La intensidad dramática del film está lograda más que por el fuego de los sentimientos humanos por la eclosión violenta de la naturaleza. Hay una tormenta de nieve sobre los picachos de la cordillera, pocas veces vista en el cine. En tres palabras un drama 'cordillerano'.”

Por su parte Manrupe y Portela escriben:

”Triángulo amoroso avejentado con fotografía en exteriores nevados (algunos reconstruidos en estudio son insufribles) y actuaciones afectadas.”